# 芥子園
芥子園（かいしえん、簡体字中国語: 芥子园、拼音: Jiè Zǐ Yuán）は中華人民共和国江蘇省南京市秦淮区の老門東三条営32号に位置する明末清初の劇作家・小説家李漁の庭園別荘。古くからの歴代画論に始まり、山水、花鳥などの技法を解説した絵画論『芥子園画伝』がこの別荘から由来である。

## 名称
仏典では「芥子納須弥」(芥子に須彌を納める)、すなわち、小さな芥子の粒の中に、仏教世界の中心に高くそびえる須弥山を入れる。 

## 特徴
芥子園は、わずか三畝に満たない規模であるが、李漁による丹念な設計と巧みな工夫によって、「壺中の天地」と称される独自の美を実現した庭園である。その革新的な構成と優雅な景観は、東洋庭園史、とくににおいて重要な位置を占めており、限られた空間を最大限に活かした名作として広く知られている。

## 歴史
清代康熙七年(1668年)より築かれた。

## 入館料・開館時間
- 入館料：15元。
- 開館時間[1]
  - 月曜日：閉館
  - 月曜日以外：9:30～16:30（入場は16時まで）